# Dunedin
Pour les articles homonymes, voir Dunedin (homonymie).
Dunedin (prononcé en anglais : /dʌˈniːdɪn/, en maori de Nouvelle-Zélande : Ōtepoti) est une ville de Nouvelle-Zélande située dans la région d'Otago, sur la côte est de l'île du Sud. Avec 118 683 habitants, elle est la deuxième ville de l'île de par sa population.
Elle est fondée en 1848 par des Écossais dirigés par le capitaine William Cargill. Le nom de la ville est le nom écossais d'Édimbourg, la capitale de l'Écosse (de Dun Eden soit « fortification d'Eidyn » ou Dùn Èideann : le fort d'Edwin, voir article dun) avec laquelle elle est d'ailleurs jumelée.
Dunedin possède un port pittoresque, Otago Harbour. Elle est aussi connue pour les manchots des antipodes, appelés aussi « manchots aux yeux jaunes » qui abondent sur la péninsule d'Otago.
S'y trouvent de nombreux étudiants de l'université d'Otago, la plus vieille université de Nouvelle-Zélande et la deuxième université de l'île du Sud, après celle de Christchurch. Son centre-ville comporte de nombreux magasins et restaurants qui longent George Street, l'artère principale.
On peut y apercevoir des églises empreintes du style victorien, telle la Knox Church ou bien plus loin, la First Church, plus grande mais aussi plus ancienne. À noter aussi la gare de Dunedin à l'architecture remarquable.
Une des rues les plus pentues du monde s'y trouve (Baldwin Street, 35 %).
Les  Highlanders, une franchise de rugby à XV néo-zélandaise, est basée à Dunedin. Elle dispute le Super Rugby.

## Géographie

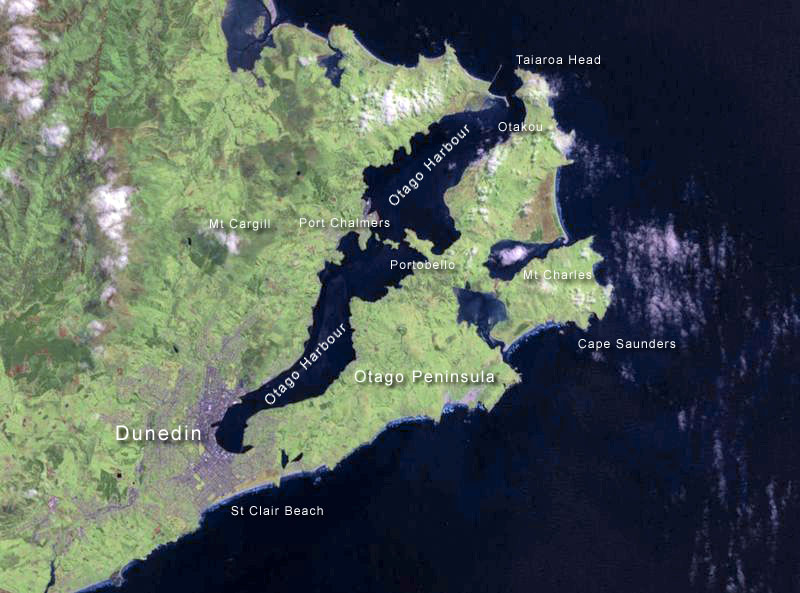
Vue satellite de la péninsule d'Otago. La ville de Dunedin est au Sud-Ouest.

La ville de Dunedin occupe une superficie de 3 314 km2, ce qui équivaut à la superficie de l'État de Rhode Island. Dunedin est la ville la plus éloignée de Londres (19 100 kilomètres) et Berlin (18 200 km). le point antipodal de la ville se situe à 300 kilomètres au nord de La Corogne.

### Climat
Dunedin possède un climat océanique (Köppen: Cfb), avec des étés vraiment doux et des hivers frais; modifié par sa position sur l'Océan Austral. Les temps maximales montent jusqu'à 18,9 ºC en janvier et 10,4 ºC en juillet; tandis que les temps minimales descendent jusqu'à 11,6 ºC en janvier et 3,0 ºC en juillet. Les précipitations annuelles sont modérément basses: environ 724,1 mm, mais la pluie est fréquente: parce qu'il y a en moyenne 105,6 jours pluvieux par année. La ville ne  profite que de 1775,5 heures d'ensoleillement par année.
| Mois                                            | jan.  | fév.  | mars  | avril | mai   | juin | jui.  | août | sep.  | oct.  | nov.  | déc.  | année   |
| ----------------------------------------------- | ----- | ----- | ----- | ----- | ----- | ---- | ----- | ---- | ----- | ----- | ----- | ----- | ------- |
| Température minimale moyenne (°C)               | 11,6  | 11,5  | 10,2  | 8,2   | 6,1   | 3,9  | 3     | 4,2  | 5,7   | 7     | 8,5   | 10,4  | 7,5     |
| Température maximale moyenne (°C)               | 18,9  | 18,7  | 17,6  | 15,4  | 13,2  | 10,8 | 10,4  | 11,4 | 13,3  | 14,9  | 16,1  | 17,5  | 14,9    |
| Record de froid (°C)                            | 2,2   | 2     | 1     | −1,2  | −4,5  | −8   | −3,3  | −3,7 | −6,5  | −1,1  | −0,8  | 2,9   | −8      |
| Record de chaleur (°C)                          | 35,7  | 34,6  | 31,1  | 28,5  | 25,7  | 20,6 | 20,3  | 21,7 | 25,6  | 31    | 31,3  | 34,5  | 35,7    |
| Ensoleillement (h)                              | 182,1 | 167,5 | 165,1 | 131,5 | 112,7 | 95,9 | 114,8 | 122  | 147,4 | 175,6 | 176,3 | 184,6 | 1 775,5 |
| Précipitations (mm)                             | 70,5  | 69,9  | 53,9  | 60,8  | 63,6  | 58,5 | 51,7  | 54,7 | 47,1  | 60,1  | 62,5  | 70,8  | 724,1   |
| dont nombre de jours avec précipitations ≥ 1 mm | 9,1   | 7,5   | 7,6   | 8     | 9,7   | 8,5  | 7,8   | 8,7  | 8,2   | 10,5  | 9,6   | 10,4  | 105,6   |
| Humidité relative (%)                           | 73,7  | 76,5  | 78,2  | 77,1  | 80,2  | 79,7 | 79    | 78,2 | 69,7  | 70,2  | 69,8  | 72,4  | 75,4    |

## Religion
Dunedin est le siège d'un évêché catholique érigé le 26 novembre 1869.
La cathédrale anglicane est Saint Paul (en), construite en 1919. Il existe une autre grande église anglicane, l'église Saint-Matthieu (1874). Du côté du culte orthodoxe, la ville compte l'église Saint-Michel rattachée à l'archidiocèse orthodoxe antiochien d'Australie, de Nouvelle-Zélande et des Philippines.

## Littérature
Dunedin est le point de départ du roman Les Frères Kip de Jules Verne.
Dans Le Seigneur des anneaux, le roi Aragorn est un Dúnedain, descendant des Númenóréen ayant rejoint la Terre du Milieu dans l'univers légendaire de l'écrivain britannique J. R. R. Tolkien.

## Musique
Dunedin est célèbre pour avoir été le berceau le Dunedin Sound, sorte d'indie pop.
C'est la ville d'origine du groupe Marlin's Dreaming,.

## Jumelages
- Portsmouth (États-Unis) depuis 1962
- Édimbourg (Royaume-Uni) depuis 1974
- Otaru (Japon) depuis 1980
- Shanghai (Chine) depuis 1994

## Personnalités liées à la ville
- Robert Lawson (1833-1902), architecte d'origine écossaise qui a construit le Château Larnach ;
- Mary Isabel Fraser (1863-1942), enseignante, directrice d'écoles de filles et militante de l'éducation des filles ;
- Carl Berendsen (1890-1973), homme d'État et diplomate néo-zélandais, décédé à Dunedin ;
- Ella Campbell (1910-2003), botaniste ;
- Fraser Barron (1921-1944), militaire durant la Seconde Guerre mondiale, officier de la Royal New Zealand Air Force (RNZAF) ;
- Janet Frame (1924-2004), écrivain ;
- Yvette Williams (1929-2019), athlète ;
- Alan Dale (né en 1947), acteur ;
- Byron Kelleher (né en 1976), joueur de rugby à XV ;
- Jamie Mackintosh (né en 1985), joueur de rugby à XV ;
- Anna Grimaldi (née en 1997), athlète handisport.

## Galerie

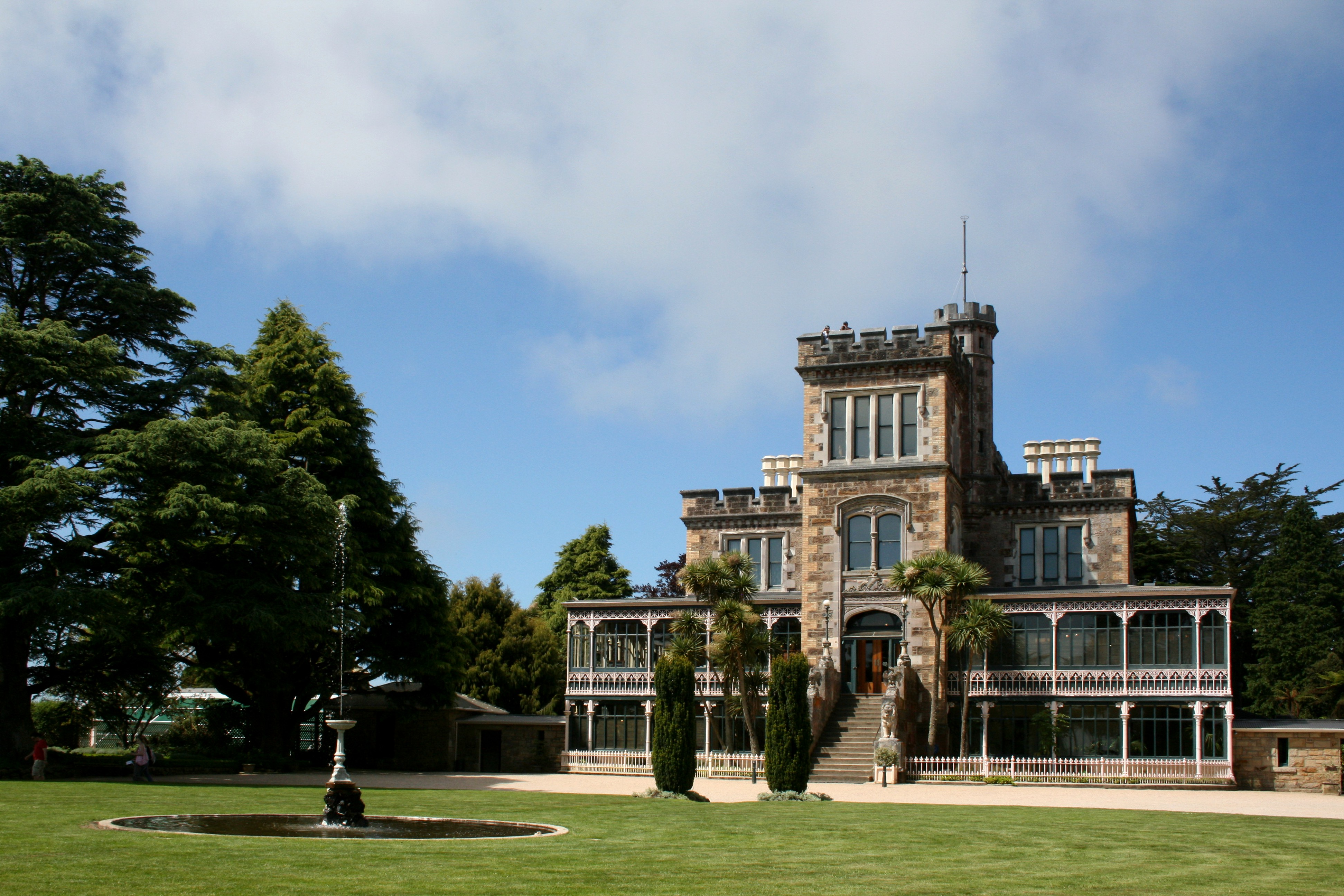
Château Larnach.
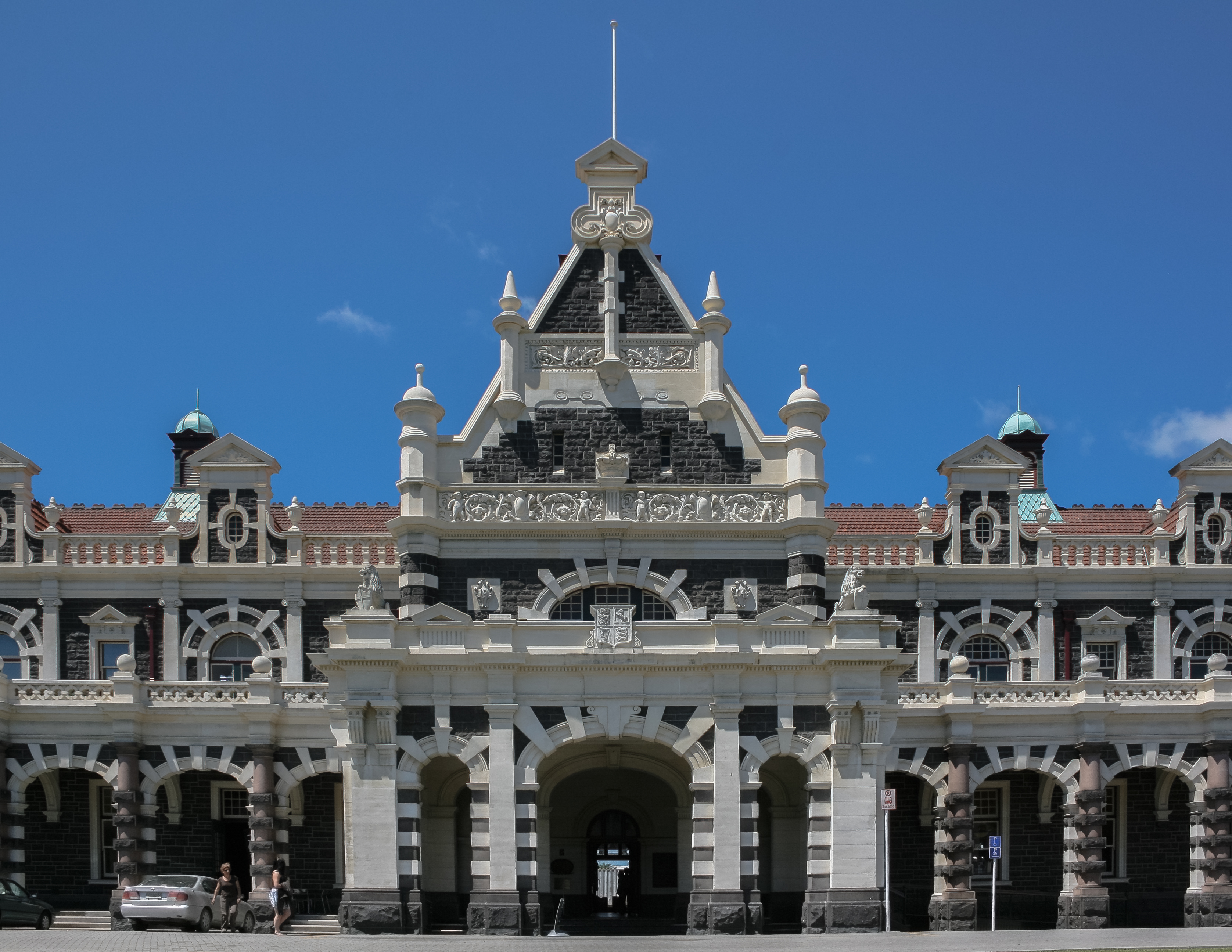
Gare.
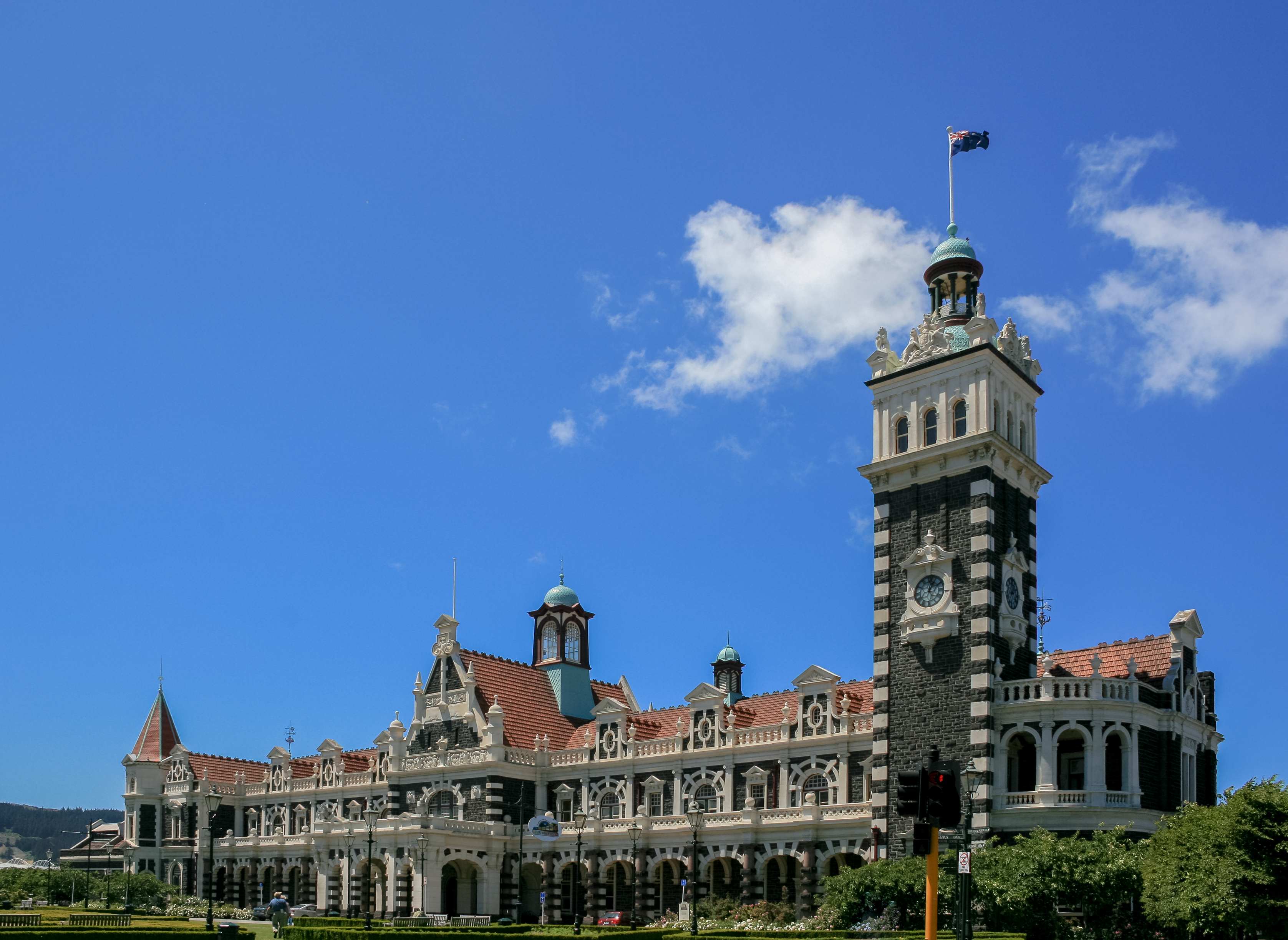
Gare.
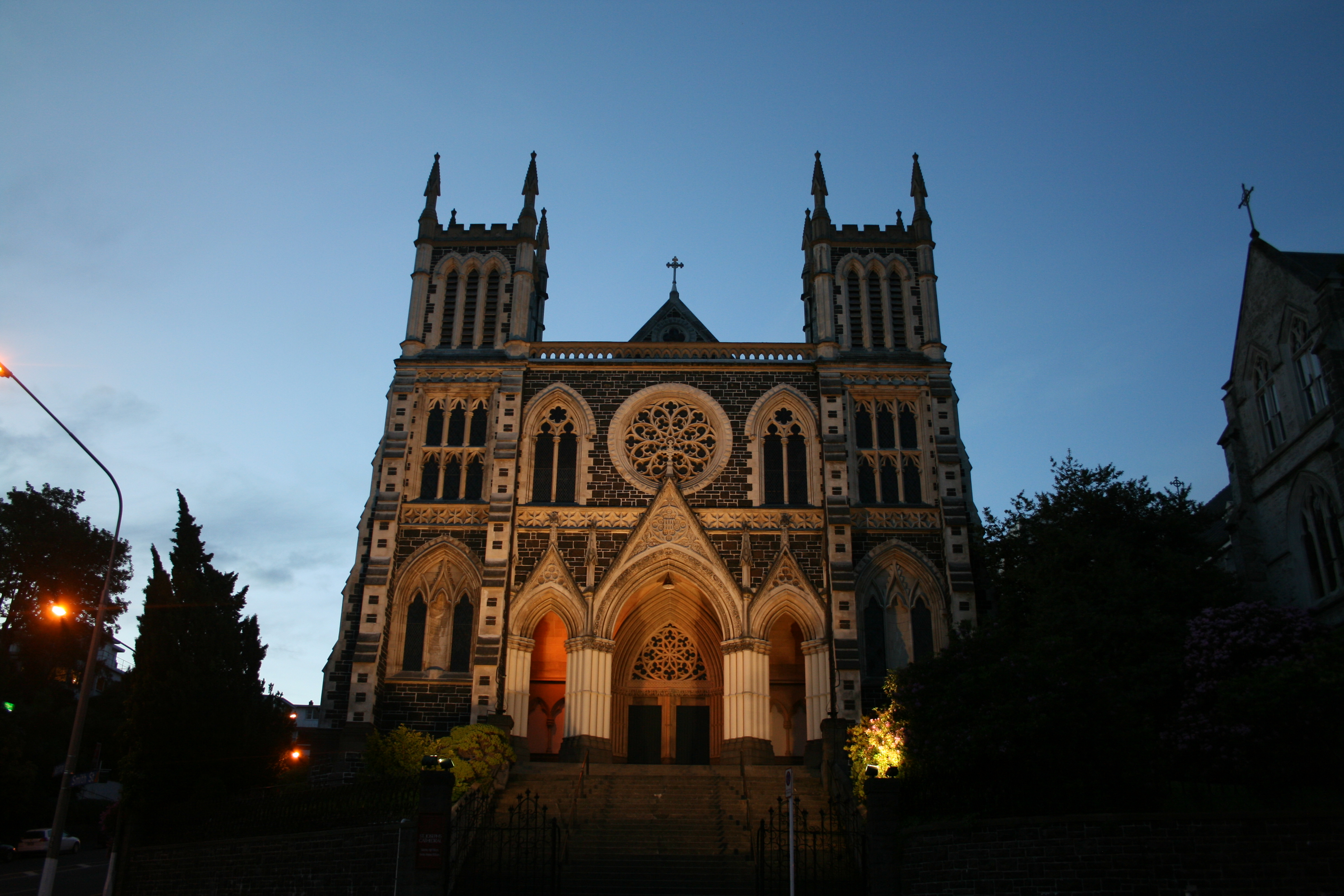
La cathédrale Saint-Joseph.
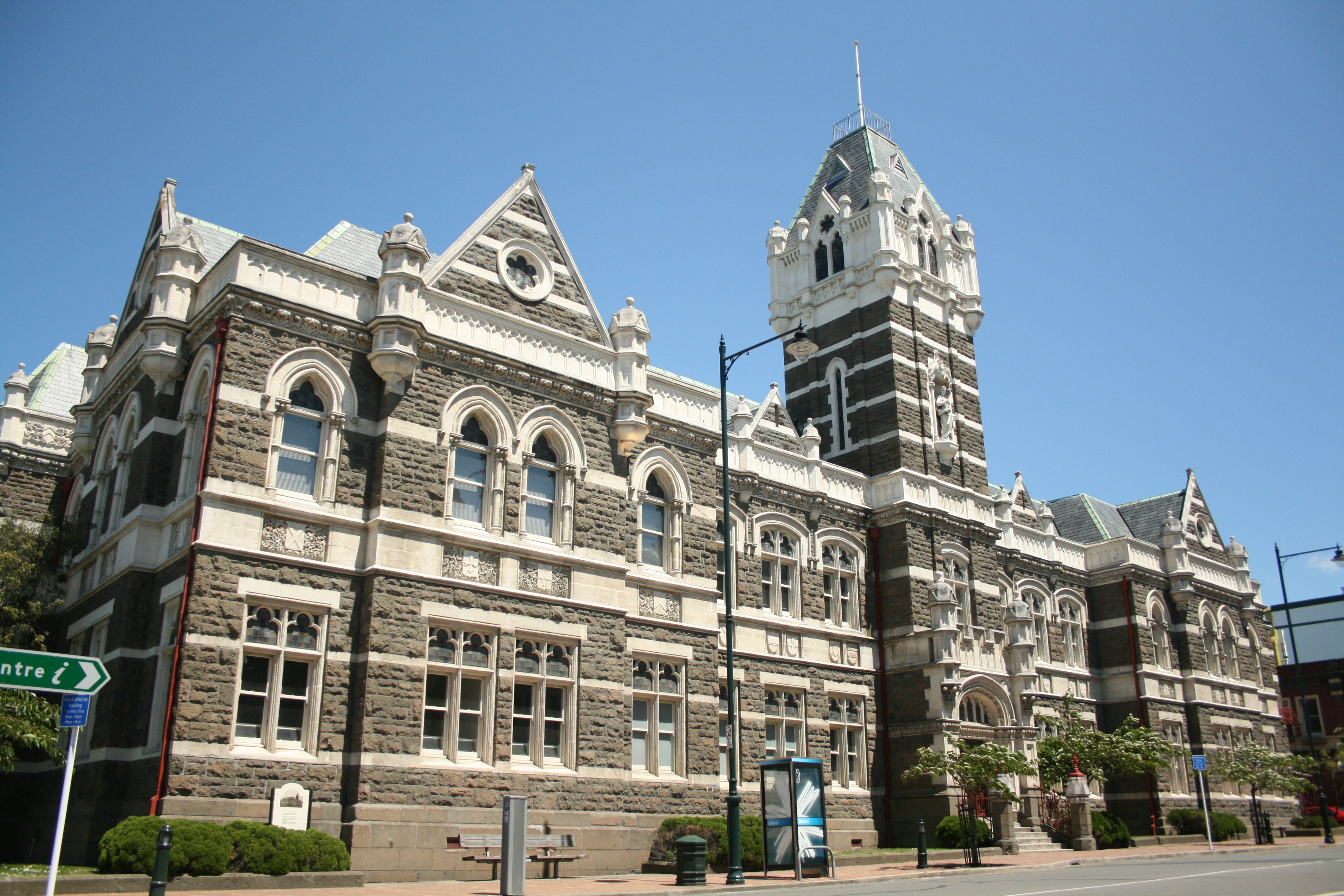
Tribunaux.